# 5011 بتاح
5011 بتاح ( /ˈtɑː/ ؛ التسمية الإقليمية : 6743 P-L{{{2}}} ) هو جرم قريب من الأرض وكويكب خطير محتمل من مجموعة أبولو . تم اكتشافه من قبل علماء الفلك خلال مسح بالومار-ليدن في 24 سبتمبر 1960. يبلغ قطر الكويكب النادر من النوع O موجود في مدار شديد الانحراف المركزي ويبلغ قطره حوالي 1.6 كيلومتر (1 ميل) . تم تسميته على اسم الإله المصري القديم بتاح .

## الاكتشاف
تم اكتشاف بتاح في 24 سبتمبر 1960 من قبل عالمي الفلك الهولنديين إنجريد و كورنيليس فان هوتن في ليدن، على لوحات فوتوغرافية التقطها عالم الفلك الهولندي الأمريكي توم جيرلز من مرصد بالومار في كاليفورنيا. وفي الليلة نفسها، اكتشف الثلاثة فلكيون أيضًا الكواكب الصغيرة 1912 أنوبيس ، و 1923 أوزوريس ، و 1924 حورس ، والتي سميت أيضًا على اسم الآلهة المصرية القديمة .

### مسح بالومار-ليدن
يشير تسمية المسح بالومار -ليدن إلى Palomar–Leiden ، والذي سمي على اسم مرصد Palomar ومرصد Leiden ، اللذي كان تعاونهما مثمرا في الستينيات من القرن الماضي. استخدم جيرلز تلسكوب صموئيل أوشين التابع لشركة بالومار (المعروف أيضًا باسم تلسكوب شميدت مقاس 48 بوصة)، وشحن الألواح الفوتوغرافية إلى "إنجريد و كورنيليس فان هوتن" في مرصد لايدن حيث تم إجراء القياسات الفلكية . يعود الفضل إلى الثلاثي في اكتشاف عدة آلاف من الكواكب الصغيرة.

## التسمية
تم تسمية هذا الكوكب الصغير على اسم الإله الخالق المصري بتاح . في الأساطير المصرية ، هو خالق الكون وإله الحرفيين والمعماريين. كان يتم تمثيل الإله عمومًا في شكل إنسان يحمل صولجانًا وعلامة عنخ . وتم نشر الاستشهاد المعتمد بالتسمية بواسطة مركز الكواكب الصغيرة في 16 مايو 1992 ( M.P.C. 20163 ).

## التصنيف والمدار
يدور الكويكب بتاح حول الشمس على مسافة بين 0.8-2.5  وحدة فلكية كل سنتين وشهر واحد (764 يومًا). مداره له انحراف قدره 0.50 ، وميل قدره 7 درجات بالنسبة إلى مسار الشمس . نظرًا لعدم اتخاذ أي إجراءات مسبقة ، بدأ قوس مراقبة الكويكب بمشاهدته الرسمية في بالومار.
الكويكب الخطير المحتمل لديه مسافة تقاطع مدارية دنيا مع الأرض تبلغ 0.0256 AU (3,830,000 كـم) أو 10 مسافات قمرية . لقد مر الكويكب ضمن تلك المسافة من الأرض 15 مرة بين عامي 1900 و2100، وكان آخرها في 21 يناير 2007، حيث كان على بعد 29.6 مليون كلومتر . المرة القادمة ستكون في عام 2027 على مسافة 28.6 مليون متر من الأرض. بسبب انحرافه الشديد، فإن بتاح هو أيضًا عابر للمريخ .

## الخصائص الفيزيائية
وفقًا لبرنامج Warm Spitzer "ExploreNEOs"، فإن كويكب Ptah هو كويكب نادر من النوع Q وينتمي إلى المجموعة S الأوسع من الكويكبات.
يفترض رابط منحنى ضوء الكويكب التعاوني أن قيمة البياض القياسية للكويكبات الحجرية هي 0.20، ويحسب قطرًا متوسطًا يبلغ 1.6 كيلومترًا باستخدام قدر مطلق يبلغ 16.4. اعتبارًا من عام 2017، لم يتم الحصول على منحنيات الضوء الدورانية لـ Ptah ، ولا تزال فترته وشكلها، وكذلك نوعه الطيفي، غير معروفة.

## اقرأ أيضا
- 3362 خوفو كويكب
- 2340 حتحور كويكب
- 3554 أمون كويكب
- 4341 بوسيدون كويكب
- 5143 هرقل  كويكب
- 5381 سخمت كويكب

- نيسوس 7066 كويكب

## روابط خارجية
- قاعدة بيانات منحنى ضوء الكويكبات (LCDB) ، نموذج الاستعلام ( المعلومات نسخة محفوظة 16 December 2017 على موقع واي باك مشين. )
- قاموس أسماء الكواكب الصغيرة ، كتب جوجل
- منحنيات دوران الكويكبات والمذنبات، CdR – مرصد جنيف، راؤول بهريند
- قالب:NeoDys
- قالب:ESA-SSA
- 5011 بتاح في قاعدة بيانات مختبر الدفع النفاث لأجرام النظام الشمسي الصغيرة

- الاكتشاف · مخطط المدار ·  العناصر المدارية · المعلمات المادية